# Kronenhalle

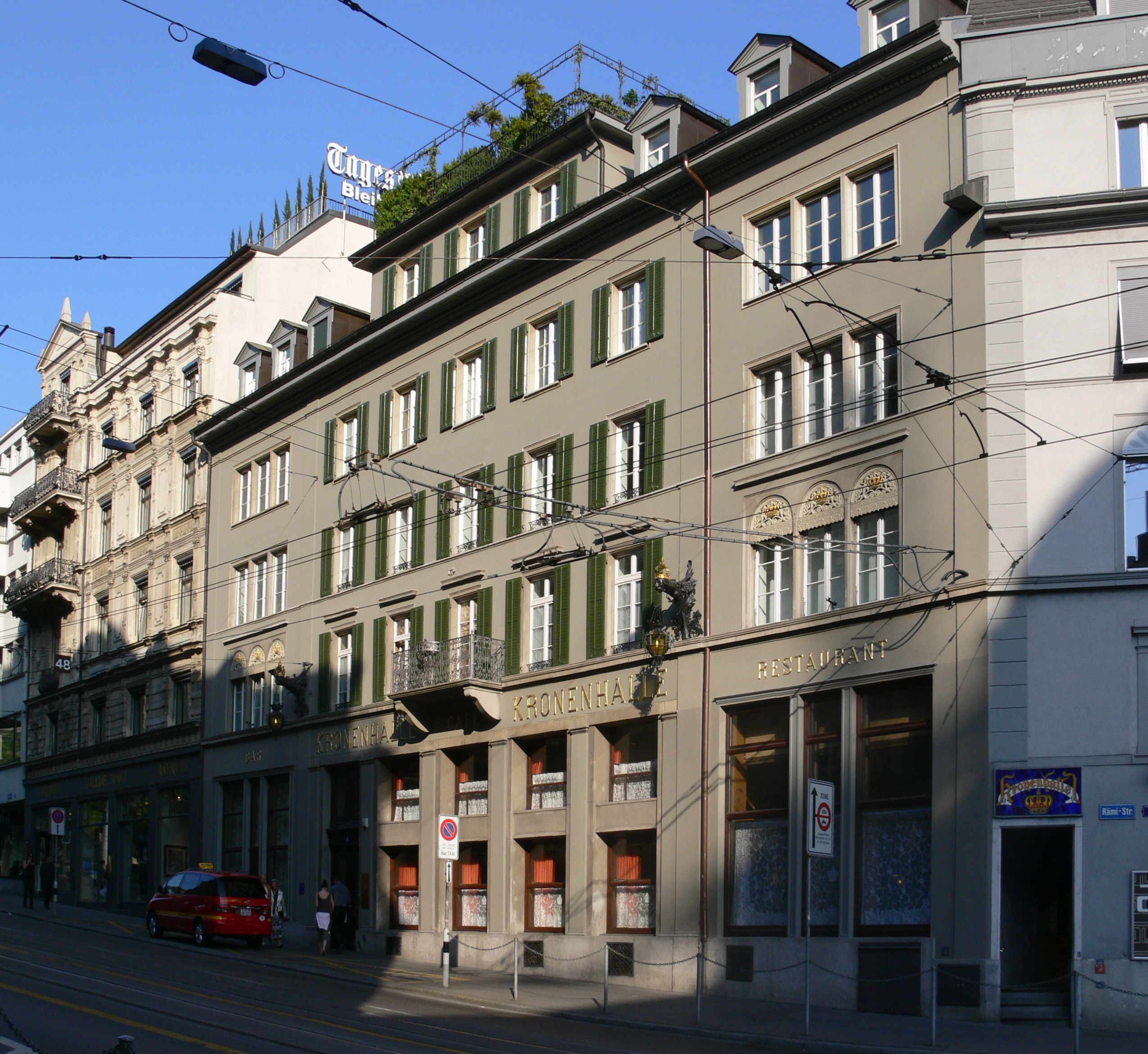
Restaurant Kronenhalle

Die Kronenhalle ist ein Restaurant an der Rämistrasse 4 beim Bellevue in Zürich. Seit der Eröffnung 1924 wurde es zum Treffpunkt von Schauspielern, Malern und Dichtern.

## Geschichte
Im Jahr 1924 wurde das damalige «Hotel de la Couronne» am Bellevue in Zürich von Hulda und Gottlieb Zumsteg übernommen und als «Restaurant Kronenhalle» eröffnet. Das Ehepaar servierte seinen Gästen eine Mischung aus schweizerischen, bayerischen und klassischen Gerichten. Die bekanntesten sind das Geschnetzelte (nicht wie oft fälschlich behauptet das Zürcher Geschnetzelte), das Wiener Schnitzel, das Chateaubriand und die Mousse au Chocolat.
Die Zumstegs machten das Restaurant zu einem der ersten Häuser der Stadt Zürich. Die Kunstleidenschaft ihres Sohnes Gustav, der seine Bilder nach und nach im Restaurant aufhängen liess, trugen zur weiteren Bekanntheit bei.

Max Frisch und Friedrich Dürrenmatt in der Kronenhalle (1963)

Die «Kronenhalle» wurde zum Treffpunkt von Schauspielern, Malern, Dichtern und anderen. Zu den bekannten Gästen des Restaurants gehörten James Joyce, Pablo Picasso, Yves Saint Laurent, Vladimir Horowitz, Alberto Giacometti, Oskar Kokoschka, Lauren Bacall, Andy Warhol, Golda Meir und Günter Grass. Nahezu tägliche Gäste waren Max Frisch, Othmar Schoeck und Friedrich Dürrenmatt. Stammgast ist außerdem Martin Suter. Nach einem Konzert im April 2024 war Rudolf Buchbinder ebenfalls Gast in der Kronenhalle.
Seit dem Tod Gustav Zumstegs im Jahr 2005 wird das Restaurant von einer Stiftung geführt. Andreas Honegger bezeichnete 2005 in der Neuen Zürcher Zeitung die «Kronenhalle», wenn «man nur alles in allem nimmt», als «noch immer ein Flaggschiff unter den Restaurants Zürichs».

## Gebäude
Das Gebäude an der Rämistrasse 2/4 wurde im Auftrag des Gastwirts Heinrich Leuthold durch den Architekten Daniel Pfister zwischen 1841 und 1842 erbaut. Damals war es ein zusammenhängendes Biedermeier-Mehrfamilienhaus mit Dependance Zur Krone (Limmatquai 4). 1861/1863 wurde das Haus an Friedrich Weinmann verkauft. Dieser unterteilte es in zwei Häuser, die heutigen Rämistrasse 2 und 4. Er liess das Gebäude Nr. 4 zum «Café Restaurant und Bierhalle zur Kronenhalle» umbauen, wofür ein Zwischengeschoss eingezogen wurde. Das Gebäude wurde zwischen 1982 und 1984 aufgestockt.
Die ans Restaurant angrenzende, 1965 eröffnete Kronenhalle Bar wartet mit Kunstwerken von Picasso, Miró, Matisse, Rauschenberg und anderen auf. Von Diego Giacometti stammen die Skulptur «Eule» sowie Leuchten. Die Bar ist ein Schauplatz in Christian Krachts Roman Eurotrash (2021).

## Kunst

### Seite Chagall Saal, Gang (Ost/Pfauen)
- Le coucher du soleil, Marc Chagall
- La Plaine II, Georges Braque
- Rudolphus Bruno, I. C. Fuesslin
- Manhattan, Lyonel Feininger
- Toeletta della sera, Giovanni Giacometti
- Stillleben,   Chaïm Soutine
- Landschaft mit Mond und Stern, Joan Miró
- Hängender Vogel, Henri de Toulouse-Lautrec
- Deux bouteilles, Marc Chagall
- Mann am Tisch, Alex Sadkowsk
- Figur, Joan Miró

### Seite Haupteingang (West/Bellevue)
- Bildbrief, Joan Miró
- La petite blanchisseuse, Pierre Bonnard
- Zwei Mädchen, Wassily Kandinsky
- Topfpflanze, James Ensor
- Blumenstrauss, Marc Chagall
- Gros Nuages, Georges Braque
- Bildbrief, Jean Tinguely
- Hulda Zumsteg, Pierre Alechinsky
- Hulda Zumsteg,   Varlin
- Friedrich Dürrenmatt,  Varlin
- Portrait James Joyce, Cuno Amiet
- Hand, Eduardo Chillida
- Moritz Schumacher aus Berlin, Anna Keel
- Minotauros mit Glas, Friedrich Dürrenmatt
- Peintre au travail, Pablo Picasso
- Les éclats du soleil blessent l’étoile tardive, Joan Miró

## Doku-Serie
- Inside Kronenhalle – Luxus und Tradition im Kultrestaurant (Folge 1). In: SRF DOK, April 2024 (42 Min.)
- Inside Kronenhalle – Luxus und Tradition im Kultrestaurant (Folge 2). In: SRF DOK, April 2024 (43 Min.)
- Inside Kronenhalle – Luxus und Tradition im Kultrestaurant (Folge 3). In: SRF DOK, April 2024 (43 Min.)